# Укуренные 3
«Укуренные 3» (англ. Nice Dreams) — американский комедийный фильм 1981 года, третий полнометражный фильм дуэта комиков Чич и Чонг. В съёмках этого фильма принял участие Тимоти Лири.

## Сюжет
У Чича и Чонга новый бизнес — они разъезжают по городу в грузовике мороженщика и продают марихуану, которую воруют у своего приятеля Джимми. Плантация Джимми находится у него дома и замаскирована под бассейн. Уже с самого начала за дуэтом ведёт наблюдение полиция. У этой травы есть побочный эффект, все курившие её начинают превращаться в ящериц. Это же начинает происходить и с сержантом Стеданко, главой этой операции.
Чич и Чонг отправляются поужинать в китайский ресторан, чтобы отметить получение большой выручки. Там к ним начинает приставать музыкальный агент, поскольку принимает Чонга за Джерри Гарсию. Затем в ресторане появляется Донна, бывшая девушка Чича, в компании с сумасшедшим Хауи Гамбургером. Гамбургер угощает всех кокаином, который они нюхают под столом. В конце концов Чич относит Донну в её грузовик, где та отключается, а Чонг отдаёт все их заработанные деньги сумасшедшему Хауи. После некоторых препирательств с дорожной полицией дуэт отвозит Донну к ней домой, где та предлагает им заняться сексом втроём. Однако, внезапно в апартаментах появляется муж Донны, только что освободившийся байкер-расист, ненавидящий мексиканцев. Чич и Чонг, одевшись во что попало, покидают здание. В этот момент Чич осознаёт, что они остались совсем без гроша.
На чеке, который Гамбургер дал Чонгу в обмен на деньги, значится какой-то адрес. Дуэт отправляется по нему и попадает в огромный особняк, где и проводит ночь. Утром они обращают внимание, что все ведут себя очень странно, а затем оказывается, что это сумасшедший дом. Чич находит среди пациентов Хауи и требует от него свои деньги. Санитары принимают Чича за обезумевшего пациента и отправляют в палату для буйных, где одевают смирительную рубашку и приковывают к полу. Чонг наоборот свободно перемещаться по больнице, так как его приняли за врача. Чич просит Чонга отыскать ключи и освободить его. Чонг приводит настоящего врача, который на требование Чича дать ключи, даёт тому «ключ от Вселенной»…
Когда дуэт наконец приходит в сознание, старшая медсестра извиняется перед ними за это недоразумение, освобождает и отдаёт деньги. В этот момент полиция, вместе с сержантом Стеданко, окружает клинику и задерживает медсестру и Хауи Гамбургера, поскольку принимают их за наркоторговцев.

## В ролях
- Чич Марин — Чич
- Томми Чонг — Чонг
- Стейси Кич — сержант Стеданко
- Пол Рубенс — Хауи Гамбургер
- Эвелин Герерро — Донна
- Питер Джейсон — детектив Друлер
- Тим Россович — Лапша
- Тимоти Лири — доктор, сам себя
- Сандра Бернхард — сумасшедшая
- Тони Кокс — сумасшедший карлик
- Майкл Уинслоу — сумасшедший
- Шерил Смит — блондинка #1
- Линнея Куигли — блондинка #2